# Taeniopoda gutturosa
Taeniopoda gutturosa is een rechtvleugelig insect uit de familie Romaleidae. De wetenschappelijke naam van deze soort is voor het eerst geldig gepubliceerd in 1901 door Bolívar.